# Föreningen för kommunalvetenskap
Föreningen för kommunalvetenskap (finska: Kunnallistieteen yhdistys, KTY), är en finländsk kommunalvetenskaplig förening.
Föreningen för kommunalvetenskap, som har sitt säte i Kuopio, grundades 1971 av bland annat Finlands stadsförbund, Suomen kunnallisliitto och Finlands svenska kommunförbund. Föreningens syfte är att främja kontakten mellan kommunalvetenskap och kommunal verksamhet i praktiken samt fungera som en förenande länk mellan personer verksamma i branschen. Den utger sedan 1973 tidskriften Kunnallistieteellinen aikakauskirja som utkommer fyra gånger om året. Föreningen har 490 medlemmar (2009) och är ansluten till Vetenskapliga samfundens delegation.